# Puerto Tamar
Puerto Tamar (51°20′S 59°28′O / -51.333, -59.467) (en inglés: Ship Harbour) es una entrada de mar ubicada en la costa oriental de la Isla de Borbón, del archipiélago de las Malvinas, que según la Organización de las Naciones Unidas (ONU), está en litigio de soberanía entre el Reino Unido, quien lo administra como parte del territorio británico de ultramar de las Malvinas, y la Argentina, quien reclama su devolución, y la integra en el departamento Islas del Atlántico Sur de la provincia de Tierra del Fuego, Antártida e Islas del Atlántico Sur. 
Este puerto se ubica en la entrada noreste del seno de Borbón, al noroeste de la ría Pirata, y además se encuentra en cercanías del Paso Tamar. y del asentamiento de puerto Calderón, donde se desarrollaron acciones bélicas durante la guerra de las Malvinas de 1982.